# Cryptoplax plana
Cryptoplax plana är en blötdjursart som beskrevs av Ang 1967. Cryptoplax plana ingår i släktet Cryptoplax och familjen Cryptoplacidae. Inga underarter finns listade i Catalogue of Life.